# Creu del Pujol (Taradell)
La Creu del Pujol és una obra de Taradell (Osona) inclosa a l'Inventari del Patrimoni Arquitectònic de Catalunya.

## Descripció
Element moble. Situat damunt un serradet a 500m. al sud del mas Pujol i a la dreta del camí, damunt una antiga pedrera hi trobem un monòlit amb una creu al damunt.
El pilar té una base de 30x20cm. per uns 2m d'alçada i es acabat amb punt rodó. Es de gres gris, de gra groc i esculpit en una sola peça.
Damunt el pilar hi ha una creu grega damunt una mena de pal de ferro la creu és de forja i està formada per dues peces.
A la part de llevant hi ha una inscripció: 1822 MORS 99 M S

## Història
Aquest monòlit commemora la mort d'algú, que segurament una mort sobtada.
Per la data de la inscripció podem dir que eren moments difícils, era durant el trienni constitucional després del pronunciament del general Riego, i ràpidament a Catalunya i Osona s'aixequen partides de gent adictes a la constitució i al nou règim al mateix temps que els absolutistes no volen perdre poder i es crea una lluita de guerrilles semblant a una guerra civil. No tenim però, cap informació que ens corrobori aquesta possible suposició.